# 張觀準
張觀準（？年—？年），字叔平，山西省渾源州人，同治二年癸亥科進士，歷官翰林院檢討、功臣館纂修，國史館纂修。